# Brdská vločka

Brdská vločka

Brdská vločka je grafický symbol, vytvořený grafikem a spisovatelem Janem Čákou na počátku šedesátých let 20. století. Byla mnohokrát použita v publikacích i jako medaile či knoflík. Od soboty 16. září 1977 je také vytesána ve skále asi 50 metrů od vrcholu kopce Lipovsko poblíž Strašic v Brdech. Kamenické práce se ujal tremp Hajňák z T.O. Fort Scout ze Strašic. Brdská vločka je mimo jiné symbolem a názvem trampského časopisu. Používá ji také internetová stránka milovníků brdských hvozdů Brdy.
Jan Čáka použil Brdskou vločku ve svých publikacích, např. ve skautských zpravodajích v roce 1968 a na obálce své knihy Toulání po Brdech z roku 1986. K jejímu zažitému názvu v roce 2003 v interview řekl:
Vločka … No, jaksi se to slovní označení vžilo, i když to vločka není, ta by musela mít šest cípů, že? To někdy v šedesátých letech mě napadlo, že by i naše Brdy měly mít svůj emblém, a tak jsem ho vymyslel. Smrkové větvičky vyrůstající ze čtyř kopečků znázorňují dnešní hlavní dřevinu Brd. V minulosti měly v našich lesích prioritu listnáče, a to převážně buk. Jeho zbytky se nacházejí spíše v nižších polohách, a proto na znaku vyrůstají bukové listy z údolíček mezi pahorky. Brdy, to je krajina pro poutníky, a proto je celková stylizace blízká kompasové růžici.

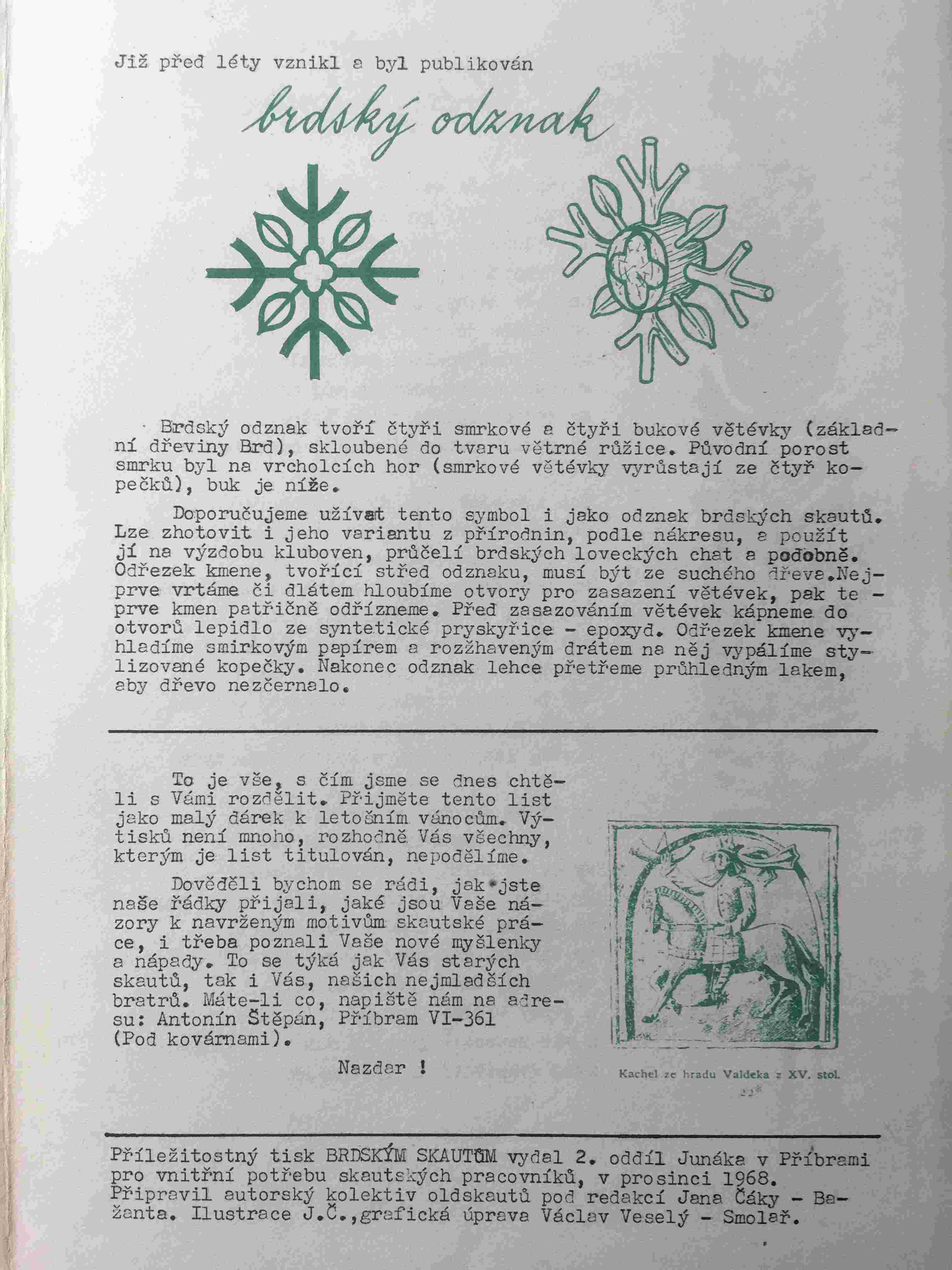
Brdská vločka (Brdským skautům, 1968)
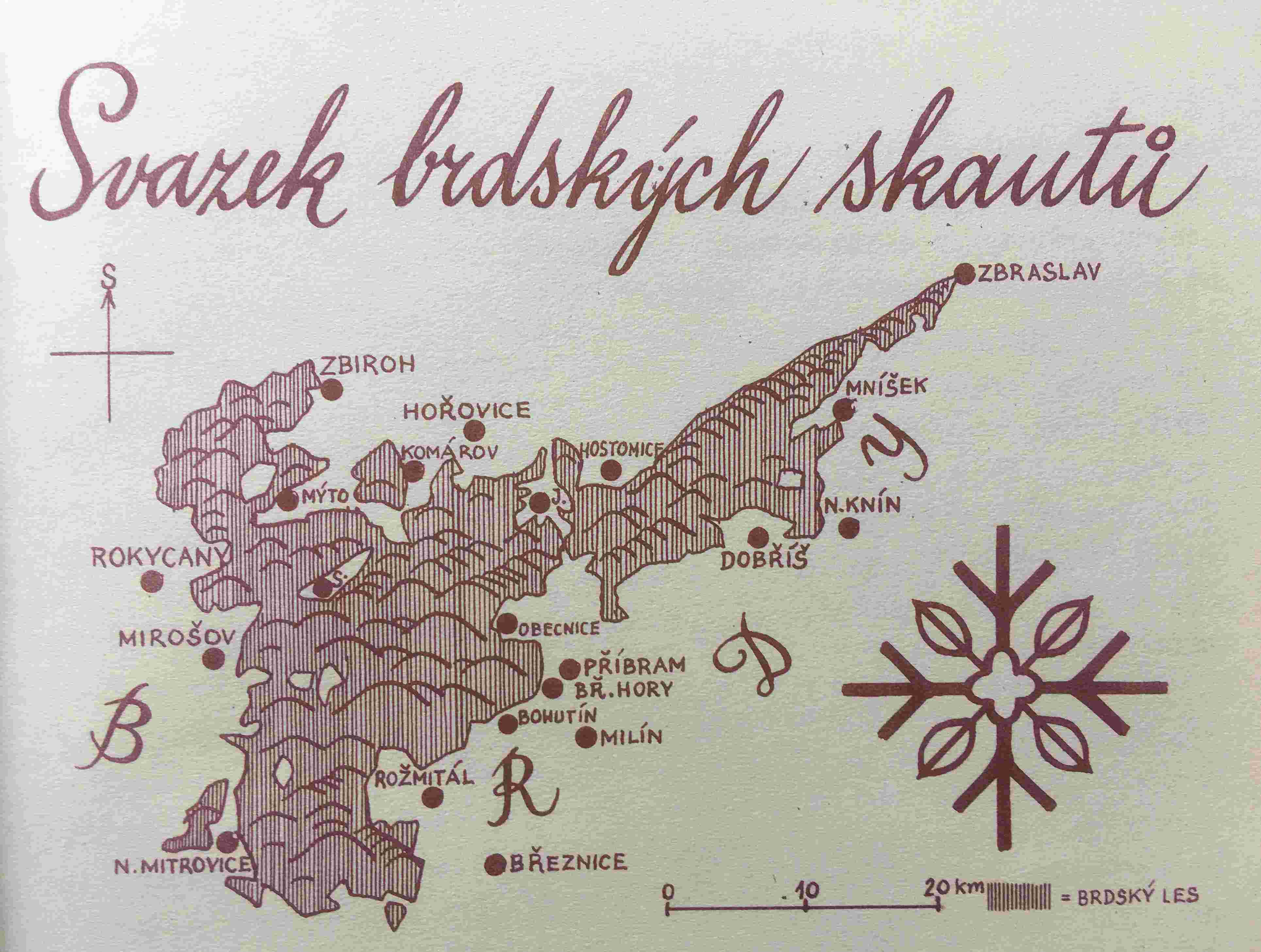
Brdská vločky (Cesta Dvojky, 1968)
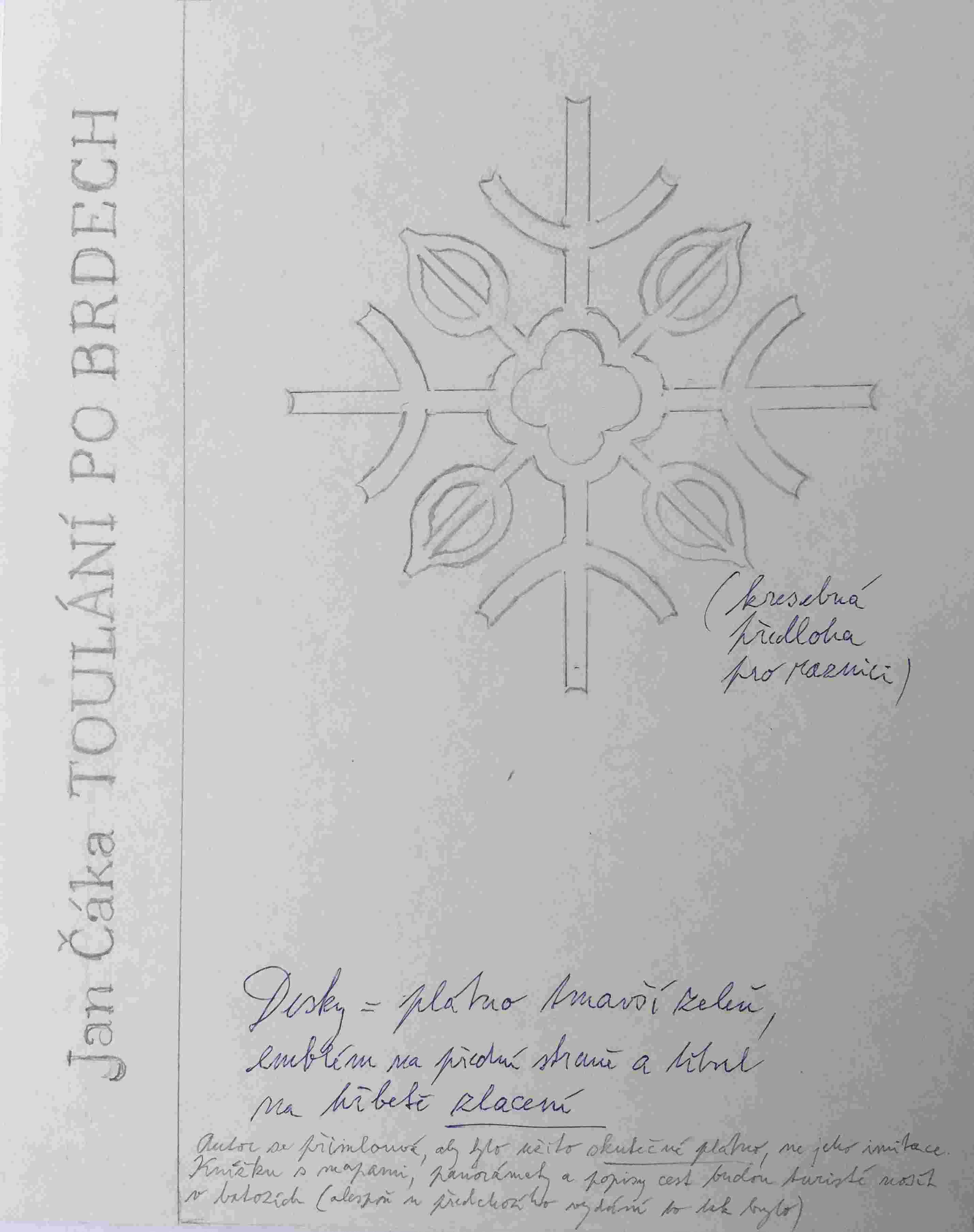
Jan Čáka: Toulání po Brdech – návrh vazby knihy (1986)